# Alaíde Foppa
Alaíde Foppa Falla  (Barcelona, 3 de diciembre de 1914-Ciudad de Guatemala, detenida y desaparecida el 19 de diciembre de 1980), fue una poeta, escritora, activista feminista, crítica de arte, profesora y traductora guatemalteca que vivió exiliada en México, donde escribió gran parte de su obra poética. En 1976, fue cofundadora de la revista feminista Fem, con importante repercusión en América Latina. Fue desaparecida por el Estado de Guatemala en 1980.

## Biografía
Nació en Barcelona, aunque tenía la ciudadanía guatemalteca. Su padre, Tito Livio Foppa, era un periodista italo-argentino y su madre, Julia Falla, era una pianista guatemalteca proveniente de una familia hacendada.
Creció viajando y vivió en diferentes países con su familiaː Bélgica, Francia e Italia. Vivió un tiempo en Argentina y después en Italia, donde cursó sus estudios de secundaria. Realizó el bachillerato en Bélgica e inició sus estudios universitarios en Italia. Asistió en Roma al Departamento de Letras y de Historia del Arte, donde también aprendió a hablar italiano con fluidez. Trabajó durante varios años como traductora y escribió entonces sus primeros poemas en italiano.
En 1943, llegó a Guatemala, en vísperas del fin de la dictadura de Jorge Ubico y se identificó con el nuevo proceso político, razón por la que en 1944 asumió la nacionalidad guatemalteca. Colaboró activamente en la revolución: fue voluntaria en un hospital y participó en campañas de alfabetización.[cita requerida]
Conoció y se casó con Alfonso Solórzano, un hombre rico que había estudiado derecho en Alemania y fundó el Partido Guatemalteco del Trabajo. Solórzano fue juzgado como militante de la izquierda radical y se vio forzado a dejar Guatemala, momento en que la pareja se exilió en México, donde nació su primer hijo, Julio Solórzano Foppa.
En la época de su primer exilio en México, fue docente de la Facultad de Filosofía y Letras de la Universidad Nacional Autónoma de México, en la que ejerció la cátedra de literatura italiana y de sociología.
Posteriormente, Solórzano fue nombrado cónsul en París y se fueron a vivir allí. En la capital francesa, nacieron otros dos de sus cinco hijos.[cita requerida]
En 1950, regresó a Guatemala junto con su familia, pero cuatro años después tuvieron que salir nuevamente al exilio, tras el derrocamiento del gobierno del coronel Jacobo Árbenz Guzmán en junio de 1954. Alaíde se dirigió de nuevo con su familia a México, donde vivió hasta su último viaje a Guatemala en 1980, donde desapareció.[cita requerida]

Durante la década de los setenta, algunos de sus hijos se involucraron con la guerrilla guatemalteca, específicamente con el Ejército Guerrillero de los Pobres (EGP). 
Mis hijos
Cinco hijos tengo,
cinco caminos abiertos,
cinco juventudes,
cinco florecimientos.
Y aunque lleve el dolor
de cinco heridas
y la amenaza
de cinco muertes,
crece mi vida

todos los días.
El año 1980 fue trágico para Alaíde Foppa: su hijo Juan Pablo, que militaba en la guerrilla del Ejército Guerrillero de los Pobres (EGP), murió en Nebaj (departamento de El Quiché), y su esposo Alfonso Solórzano, abrumado al enterarse de la noticia, salió desorientado a la calle y murió atropellado en la avenida Insurgentes de la Ciudad de México. La tristeza que tales eventos provocaron en ella la hicieron escribir algunas de sus poesías más sentidas.

## Trayectoria profesional y activismo
Alaíde Foppa fue una pionera en el feminismo desde todos los ámbitos en los que ella intervino. Vivió ese compromiso desde su puesto como profesora de la Universidad Nacional Autónoma de México (UNAM), donde ocupó la primera cátedra de sociología de la mujer en la Facultad de Ciencias Políticas y Sociales. El curso se llamó, en principio, "Sociología de las minorías", y fue el primer curso de sociología sobre las mujeres en una universidad latinoamericana. Según Elena Urrutia, el término mujer habría aterrorizado a algunos, en esa época.[cita requerida] Desde esa tribuna, Alaíde formó a varias generaciones de estudiantes en el pensamiento feminista.
En 1972, colaboró en la creación, produjo y estuvo al frente del Foro de la Mujer, programa radiofónico transmitido por Radio Universidad en México durante varios años. Fue un programa precursor en facilitar el espacio para abordar temas feministas en la radio mexicana para debatir las desigualdades de la sociedad mexicana, la violencia y la forma en que la violencia debe tratarse como un asunto público y no privado, y para explorar la vida de las mujeres.
Desde sus micrófonos se entrevistaron y escucharon diversidad de voces de mujeres, como la activista y sindicalista Benita Galeana, la psicoanalista Marie Langer, la escritora Elena Poniatowska o la feminista Marta Lamas. También se escucharon los testimonios de las Madres de la Plaza de Mayo, de Argentina, de Rigoberta Menchú y el sufrimiento de las mujeres y los indígenas guatemaltecos bajo la dictadura y la labor de otras mujeres en Latinoamérica.
En 1976, fundó junto a Margarita García Flores y Elena Urrutia, la revista Fem y Elena Urrutia, la primera revista semanal feminista de América Latina, referente de los movimientos feministas y de la lucha por los derechos humanos.
Como traductora, apoyó la divulgación de artículos de autoras feministas como Simone de Beauvoir, Dacia Maraini y Gisele Halimi, publicados en la revista Fem. El primer número salió un año después del Año Internacional de la Mujer y de la celebración de la Primera Conferencia Mundial de la Mujer, que se celebró en México en 1975.
Alaíde sacó adelante el proyecto editorial financiándolo con sus propios recursos y organizando subastas con las obras de sus amigos pintores: Francisco Corzas, Francisco Toledo, José Luis Cuevas, Felipe Ehrenberg, Fanny Rabel y Arnold Belkin, para no recurrir a la publicidad comercial. El equipo de redacción se reunía en su casa cada semana, en las calles de Hortensias y Camelia, en la colonia Florida.[cita requerida]
Como crítica de arte, Alaíde incorporó el pensamiento feminista en este terreno: organizó exposiciones y convocó debates para discutir la posibilidad de "producir un arte feminista'". En noviembre de 1977, organizó en el Museo de Arte Carrillo Gil una exposición de mujeres pintoras, escultoras, fotógrafas y ceramistas para la cual escribió el catálogo de presentación.
Como crítica de arte, durante su estancia en México, promovió la actividad de numerosas artistas plásticas que luchaban por avanzar en su medio profesional, y lo hizo tanto por medio del Instituto Nacional de Bellas Artes, del que fue asesora, como de la revista Fem.[cita requerida]
Foppa también participó con regularidad en eventos de Amnistía Internacional y se integró activamente a la Agrupación Internacional de Mujeres contra la Represión (AIMUR).[cita requerida] Igualmente, junto a otras personas de la comunidad intelectual guatemalteca, denunció al gobierno por violaciones de derechos humanos, y su nombre empezó a aparecer en las listas de subversivos.

## Desaparición e investigación
Alaíde Foppa viajó a Guatemala en 1981 a renovar su pasaporte guatemalteco porque al parecer estaba vencido. Según contó Elena Poniatowska, Foppa "decidió poner el tiempo que a ella le restaba al servicio de la guerrilla guatemalteca. Abandonó la casa de Hortensias en la colonia Florida y repartió sus muebles y sus cuadros. No divulgó sus intenciones, pero nació en ella la inmensa, la honda esperanza de serles útil a los guerrilleros guatemaltecos que la visitaban en su casa".
El 19 de diciembre fue secuestrada en pleno día, en la 9.ª avenida de la zona 1 de la Ciudad de Guatemala, y desapareció sin dejar rastro. Se corrió el rumor de que cuerpos paramilitares que operaban dentro del gobierno siguieron las órdenes del general Fernando Romeo Lucas García y fueron los responsables de su desaparición y más tarde de su asesinato, pero no pudo comprobarse. Organismos internacionales y grupos de intelectuales de Francia, Estados Unidos y México exigieron que fuera regresada con vida, pero sus demandas no tuvieron éxito.[cita requerida]
En 1999, su hijo mayor, Julio, residente en México, realizó una campaña internacional para tratar de encontrar sus restos y a los culpables de su muerte. En diciembre de ese año,  los hijos de Alaíde Foppa pidieron a la Audiencia Nacional de España que abriera una investigación. Aunque se abrió un caso, las autoridades guatemaltecas no respondieron.
El 17 de junio de 2009, Julio Solórzano Foppa, de la Fundación  de Antropología Forense de Guatemala e hijo de Alaíde, fue sometido a una prueba  de ADN para identificar  los restos de su hermano Juan Pablo, quien murió en un enfrentamiento en Nebaj, Quiché, y que habían sido enterrados como XX en el Cementerio La Verbena, zona 7.[cita requerida]
En 2010, la familia de Foppa, el Grupo de Apoyo Mutuo (GAM) y el Centro de Reportes Informativos sobre Guatemala (CERIGUA) y otras organizaciones pidieron que las autoridades guatemaltecas iniciaran una investigación sobre la desaparición de Foppa.[cita requerida]
En 2012, la Comisión Interamericana de Derechos Humanos (CIDH) presentó una denuncia contra la inacción de Guatemala en este caso, ya que seguía sin haber ningún avance en el caso y sin conocimiento sobre el paradero de Alaíde Foppa. “Nosotros necesitamos saber  qué paso con nuestra madre”, dijo su hijo y que podría culpar a Donaldo Álvarez Ruiz, ministro de Gobernación de Lucas García. Hasta ese momento se desconocía el paradero de sus restos, ya que las investigaciones  nunca avanzaron.
Se dijo que habían aparecido finalmente en el cementerio de La Verbena, en la Ciudad de Guatemala.

## Legado
En los años 80 se fundó en Guatemala la Orquesta Sinfónica Juvenil Femenina Alaíde Foppa, y posteriormente se creó el Coro, formado íntegramente por mujeres. Se trata de dos proyectos de la Asociación del Memorial para la Concordia (MPC), con un objetivo artístico-pedagógico para formar a mujeres y concientizarlas acerca de sus derechos. Se tomó el nombre de Alaíde Foppa para rendirle homenaje a ella, así como a las mujeres víctimas del conflicto armado y de la violencia de género.
En 2014, se estrenó un documental de Maricarmen de Lara titulado ¡Alaíde Foppa, la sin ventura!
En 2019, la UNESCO registró el programa de radio Foro de la mujer como parte del programa Memoria del Mundo México, dentro de su cometido de registrar el patrimonio documental de los pueblos del mundo. A través de la UNAM, se incorpora la visión de las mujeres en los años 70 y 80, además de documentar la construcción del feminismo a partir de la segunda mitad del siglo XX.
El 3 de diciembre de 2020, coincidiendo con el aniversario de su nacimiento, la UNAM publicó una selección de 22 poemas de Alaíde Foppa y se celebró un homenaje, en lo que pretendió ser "un acto político porque contradice el deseo de silenciarla que, sin duda, fue el motor de su asesinato. Hablar y escribir de ella es rebelarse ante la tiranía de quienes la desaparecieron. Editarla y pensar sobre su obra y su legado, es la forma que tenemos sus lectores de buscarla”, según dijo la poeta Elisa Díaz Castelo en la presentación del acto.
En enero de 2021 se crea el Círculo Feminista Alaíde Foppa (CFAF), un grupo que tiene como objetivos generar un espacio de reflexión en torno a la reivindicación de los derechos de las mujeres y promover el desarrollo de proyectos académicos y culturales de corte feminista. La figura de Alaíde Foppa sintetiza de alguna manera los valores y las aspiraciones del Círculo, pues fue poeta, catedrática, fundó revistas y programas de radio feministas, además, estuvo siempre comprometida con la lucha social por la justicia y la igualdad.

## Publicaciones

### Poesía
- El ave Fénix: Las palabras y el tiempo. España (1945).
- Poesías. México (1945).
- La sin ventura. México (1955).
- Los dedos de mi mano. México (1958).
- Aunque es de noche. México (1959).
- Guirnalda de primavera. México (1970).
- Elogio de mi cuerpo. México (1970).
- Poesía. Guatemala: Serviprensa Centroamericana (1982).

### Ensayo
- La poesía de Miguel Ángel. México (1966).
- Confesiones de José Luis Cuevas. México (1975).

### Antologías
- British and world literature for life and work. EUA (1997)
- Para conjurar el sueño: poetas guatemaltecas del siglo XX. Guatemala (1945)
- A secret weavers anthology: sel from the secret weavers series: Writing by latin. EUA (1998)
- Rosa palpitante: sexualidad y erotismo en la escritura de poetas guatemaltecas nacidas en el siglo XX. Guatemala (2005)